# Royal Natal Nemzeti Park
A Royal Natal Nemzeti Park a Dél-afrikai Köztársaság keleti részén, KwaZulu-Natal tartományban található. A park az uKhahlamba-Drakensberg Park részét képezve egyúttal az UNESCO világörökségi helyszíne is. Nevével ellentétben nem az állam által létrehozott és fenntartott nemzeti parkról van szó, hanem a tartomány által kijelölt és létrehozott természetvédelmi területről, melyet az Ezemvelo KZN Wildlife tartományi kormányzati szervezet tart fenn. A park egyúttal a Maloti-Drakensberg Park részét is képezi. A park 8094 hektáros területen fekszik.
Legnépszerűbb látnivalója az Amfiteátrum, amely egy 5 kilométer szélesen elhelyezkedő, félköríves sziklafal, melynek legmagasabb csúcsa 1220 méter magasba tör. A völgytalp 1830 méterrel van a legmagasabb pontjától. Maga az Amfiteátrum csúcsa 3050 méteres tengerszint feletti magasságon található. Itt található a Tugela-vízesés is, amely a világ második legmagasabb vízesése és egyben az afrikai kontinens legmagasabb vízesése. A Mont-Aux-Sources hegység szintén a nemzeti park területén, valamint Lesotho területén húzódik. Itt ered a Tugela-folyó és az Orange-folyó.

## Fordítás
- Ez a szócikk részben vagy egészben  a   Royal Natal National Park című angol Wikipédia-szócikk ezen változatának fordításán alapul.  Az eredeti cikk szerkesztőit annak laptörténete sorolja fel. Ez a jelzés csupán a megfogalmazás eredetét és a szerzői jogokat jelzi, nem szolgál a cikkben szereplő információk forrásmegjelöléseként.